# Gäddtjärnarna (Ytterhogdals socken, Hälsingland, 690141-147594)
Gäddtjärnarna är en sjö i Härjedalens kommun i Hälsingland och ingår i Ljungans huvudavrinningsområde.